# Дмитрієво-Полянська сільська рада
Дми́трієво-Поля́нська сільська рада (рос. Дмитриево-Полянский сельский совет) — муніципальне утворення у складі Шаранського району Башкортостану, Росія. Адміністративний центр — присілок Дмитрієва Поляна.

## Населення
Населення — 763 особи (2019, 924 у 2010, 1123 у 2002).

## Склад
До складу поселення входять такі населені пункти:
| Населений пункт            | Населення, осіб (2002) | Населення, осіб (2010) |
| -------------------------- | ---------------------- | ---------------------- |
| Буляково, присілок         | 13                     | 0                      |
| Дмитрієва Поляна, присілок | 634                    | 545                    |
| Загорні Клетья, присілок   | 130                    | 94                     |
| Ісаметово, присілок        | 3                      | 2                      |
| Істочник, присілок         | 260                    | 228                    |
| Каракулька, присілок       | 17                     | 0                      |
| Преображенське, присілок   | 62                     | 55                     |
| Туйгун, присілок           | 4                      | -                      |